# روكي 5
روكي 5 (بالإنجليزية: Rocky V)‏ هو فيلم دراما تم إنتاجه في الولايات المتحدة وصدر في سنة 1990. الفيلم من إخراج جون أفليدسن وكتابة سيلفستر ستالون. من بطولة سيلفستر ستالون وتاليا شاير وتومي موريسون وهو الجزء الخامس من سلسلة أفلام روكي الستة.

## نبذة عن القصة
بعد وقت قصير من الفوز في مباراة ملاكمة ضد إيفان دراجو، يعود روكي وحاشيته إلى منزلهم في فيلادلفيا، حيث يتم استقبالهم من قبل مروج يدعى جورج واشنطن ديوك. عندما يذهب روكي ليقول تصبح على خير لابنه روبرت، ينزل إلى الطابق السفلي ويسمع جدالًا بين باولي وأدريان. سرعان ما اتضح أن باولي أعطى توكيلًا رسميًا دون علمه لمستثمر روكي، الذي بدد ثروة العائلة بأكملها على صفقات عقارية فاشلة. وكشفت التحقيقات أيضًا أن المحاسب لم يدفع إقرارات روكي الضريبية خلال السنوات القليلة الماضية، وأن القصر الذي يعيش فيه روكي يواجه ديونًا عقارية بقيمة 400 ألف دولار. مع إفلاس الأسرة، يقرر روكي المشاركة في عدد قليل من مباريات الملاكمة لاستعادة ثروته المفقودة، لكن أدريان ينصح روكي بزيارة الطبيب أولاً.
أثناء موعده مع الطبيب، يكشف التحقيق أن روكي يعاني من تلف في المخ، ومع هذه الحالة، لا يمكن تجديد رخصة الملاكمة الخاصة به، مما لا يترك لروكي أي خيار سوى التقاعد. الآن، مع عدم وجود خيار آخر، يجب على روكي بيع قصره وبيع ممتلكاته بالمزاد لسداد ديون الرهن العقاري. تنتقل العائلة إلى الحي القديم للطبقة العاملة في فيلادلفيا، حيث بدأت القصة كلها. يزور روكي صالة الألعاب الرياضية التي كان يستضيفها سابقًا ميكي جولدميل، والتي أصبحت في حالة سيئة. يُعيد افتتاح صالة الألعاب الرياضية ويُدرب الملاكمين الهواة هناك.
ذات يوم، يلتقي روكي وعائلته مع تومي جان، الملاكم الشرير من أوكلاهوما. يوافق روكي على أخذ تومي تحت جناحه، لكن هذا يرتب جدول روكي كثيرًا لدرجة أنه يبدأ في إنكار عائلته، وخاصة ابنه روبرت، الذي تعرض للتنمر في المدرسة. في إحدى الليالي، يزور جورج منزل روكي، ولكن عندما يكتشف روكي أن السيارة التي يقودها تومي كانت هدية من جورج، يتنبأ روكي بأن الانطباع الأول كان مضللاً قبل أن يفر تومي. يذهب أدريان إلى روكي لتعزية نفسه، لكن إحباطاته تتفاقم، قائلاً إن حياته اكتسبت معنى جديدًا فقط من خلال تدريب تومي. عندما يشرح أدريان أن روكي كان بعيدًا عن عائلته لفترة طويلة، وأن عائلته أصبحت أكثر أهمية الآن، يتصالح الاثنان.
يواصل تومي الفوز في مباراة ضد قصب الاتحاد للحصول على البطولة، لكن الصحافة لم توافق على ذلك. يتحول المؤتمر الصحفي إلى موقف محرج، حيث يوضح تومي أنه لا يريد أن يكون جزءًا من الملاحقة أو الاستهزاء بعد فوزه الأخير. يستشعر جورج أن المباراة الأخيرة كانت مجرد بطولة خطية، فيخبر تومي أنه يجب عليه أن يذهب ضد روكي لدحض الفكرة.
يقضي روكي وقتًا في أحد الحانات المحلية، دون أن يدرك أن تومي وجورج برفقة طاقم التصوير في طريقهما إليه. يستفز تومي روكي للدخول في قتال في الشارع، ولكن بعد رفضه، يقف باولي ضد تومي، مما يؤدي إلى هجوم، ويحاول روكي القيام بذلك. ويشهد الجيران القريبون ما يحدث وينضمون إلى الإطار ليشهدوا قتال الشوارع بين روكي وتومي. في البداية، تم إسقاط روكي على الأرض، ولكن بعد أن رأى رؤى من ميكي، تمكن من النهوض مرة أخرى والتقدم على تومي. في النهاية يهزم روكي تومي، وعندما ينوي جورج مقاضاة روكي، يهاجم جورج قبل أن يتم القبض عليه وعلى تومي من قبل الشرطة.
وبعد أيام قليلة، يصعد روكي وابنه روبرت على الدرج المؤدي إلى متحف الفن، ويناقشان مستقبلهما.

## وصلات خارجية
- روكي 5 على موقع IMDb (الإنجليزية)
- روكي 5 على موقع ميتاكريتيك (الإنجليزية)
- روكي 5 على موقع روتن توميتوز (الإنجليزية)
- روكي 5 على موقع نتفليكس (الإنجليزية)
- روكي 5 على موقع قاعدة بيانات الأفلام العربية
- روكي 5 على موقع ألو سيني (الفرنسية)
- روكي 5 على موقع Turner Classic Movies (الإنجليزية)
- روكي 5 على موقع أول موفي (الإنجليزية)
- روكي 5 على موقع بوكس أوفيس موجو (الإنجليزية)
- روكي 5 على موقع فيلمافينيتي (الإسبانية)